# BY Дракона
BY Дракона — кратная звёздная система в созвездии Дракона. Она состоит, по крайней мере, из трёх компонентов. Компоненты A и B формируют близкую двойную систему с периодом обращения 5.98 дней. Эти звёзды ещё не вошли на главную последовательность и находятся в процессе формирования. Они относятся к спектральным типам dK5e и dK7e соответственно. BY Дракона является прототипом переменных звёзд типа BY Дракона.
Третий компонент (C) отстоит от пары A-B на расстояние 260 а. е. Компонент C является красным карликом спектрального типа M5. Возможно, что в системе присутствует четвёртый компонент с периодом обращения 114 дней, но пока его существование не подтверждено визуально.
Изучая звезду, можно представить, как выглядело себе молодое Солнце, на заре своей эволюции, до того, как в нём пошли ядерные реакции. На BY Дракона находятся гигантские пятна или их группы, покрывающие порядка четверти видимой поверхности звезды. На современном же Солнце пятна занимают лишь тысячные доли площади его диска. BY Дракона вращается вокруг оси в семь раз быстрее нашего светила (оборот за 4 суток) и благодаря пятнам периодически разгорается и тускнеет. Общая площадь пятен медленно колеблется со временем, изменяя яркость звезды на 30 процентов с циклом 50 ≈ 60 лет. Если бы так же вело себя Солнце, вся Земля превращалась бы то в Антарктиду, то в Сахару.
Большинство исследователей полагает, что основной компонент (A) вносит наибольший вклад в переменность, тогда как компонент B даёт только треть общей светимости, однако, гигантские пятна могут быть и на нём.